# Малоп'ятигірська сільська рада
Малоп'ятигірська сільська рада — колишня адміністративно-територіальна одиниця та орган місцевого самоврядування у Білопільському, Вчорайшенському, Ружинському і Андрушівському районах Бердичівської округи, Київської й Житомирської областей Української РСР та України з адміністративним центром у с. Мала П'ятигірка.

## Населені пункти
Сільській раді були підпорядковані населені пункти:
- с. Мала П'ятигірка

## Населення
Відповідно до перепису населення СРСР, станом на 17 грудня 1926 року, чисельність населення ради становила 1 459 осіб, з них, за статтю: чоловіків — 689, жінок — 770; етнічний склад: українців — 1 336, росіян — 6, євреїв — 7, поляків — 107, інших — 3. Кількість господарств — 296, з них, несільського типу — 19.
Відповідно до результатів перепису населення СРСР, кількість населення ради, станом на 12 січня 1989 року, становила 407 осіб.
Станом на 5 грудня 2001 року, відповідно до перепису населення України, кількість мешканців сільської ради становила 396 осіб.

## Склад ради
Рада складалася з 12 депутатів та голови.

### Керівний склад сільської ради
| ПІБ                           | Основні відомості                                                  | Дата обрання | Дата звільнення |
| ----------------------------- | ------------------------------------------------------------------ | ------------ | --------------- |
| Петелюк Галина Йосипівна      | Сільський голова , 1952 року народження, освіта                    | 26.03.2006   | 01.02.2008      |
| Радкевич Леонід Володимирович | Сільський голова , 1953 року народження, освіта, безпартійний      | 01.06.2008   | 31.10.2010      |
| Радкевич Леонід Володимирович | Сільський голова , 1953 року народження, освіта вища, безпартійний | 31.10.2010   |                 |

Примітка: таблиця складена за даними джерела

## Історія
Створена 1923 року в с. Мала П'ятигірка Білопільської волості Бердичівського повіту Київської губернії. Станом на 17 грудня 1926 року у підпорядкуванні значилися лісова сторожка Ліс та призавгосп Мало-П'ятигірське, які, на 1 жовтня 1941 року, не перебували на обліку населених пунктів.
Станом на 1 вересня 1946 року сільська рада входила до складу Вчорайшенського району Житомирської області, на обліку в раді перебувало с. Мала П'ятигірка.
5 березня 1959 року, відповідно до рішення Житомирського облвиконкому № 161 «Про ліквідацію та зміну адміністративно-територіального поділу окремих рад області», сільську раду ліквідовано, територію ради та с. Мала П'ятигірка приєднано до складу Каменівської сільської ради Андрушівського району. Відновлена 3 квітня 1967 року.
На 1 січня 1972 року сільська рада входила до складу Андрушівського району Житомирської області, на обліку в раді перебувало с. Мала П'ятигірка.
Виключена з облікових даних 17 липня 2020 року. Територію та населені пункти ради, відповідно до розпорядження Кабінету Міністрів України № 711-р від 12 червня 2020 року «Про визначення адміністративних центрів та затвердження територій територіальних громад Житомирської області», включено до складу Андрушівської міської територіальної громади Бердичівського району Житомирської області.
Входила до складу Білопільського (7.03.1923 р.), Вчорайшенського (17.06.1925 р., 13.02.1935 р.), Ружинського (5.02.1931 р.) та Андрушівського (28.11.1957 р, 3.04.1967 р.) районів.